# Alcides aruus
Alcides aruus é uma mariposa, ou traça, diurna da família Uraniidae, encontrada em Nova Guiné e ilhas Aru e Misool. Foi classificada por Felder em 1874. Esta espécie é aparentada com Chrysiridia rhipheus, conhecida por Rainha-de-Madagáscar e considerada a mariposa mais bonita do mundo.

## Descrição
Alcides aruus possui asas de um tom enegrecido, vista por cima, com faixas de tonalidade amarelo-cobreada a azulada; diferindo da espécie Alcides agathyrsus, da mesma região, pela faixa mais larga nas asas posteriores, com nuances de um azul mais pálido. Possuem pequenas caudas na metade inferior das asas posteriores e contornos de tonalidade branca em suas bordas irregulares.

## Alimentação das lagartas, defesa
Lagartas de mariposas do gênero Alcides alimentam-se de plantas da família Euphorbiaceae, cujo nível de toxinas acumuladas acaba por afastá-las de predação em sua fase adulta.